# Waldemar Oehlke
Waldemar Oehlke (* 29. April 1879 in Krückwald (Ortslage im  Gdingener Stadtteil Klein Katz), Provinz Westpreußen; † 14. Juli 1949 in Göttingen) war ein deutscher Germanist und Literaturhistoriker.

## Leben
Oehlke  studierte seit dem Sommersemester 1900 an der Friedrich-Wilhelms-Universität Berlin und promovierte 1904 bei Gustav Roethe über „Bettina von Arnims Briefromane“, worin er u. a. die tatsächlich von ihr an Goethe geschriebenen Briefe mit den in ihren Briefromanen publizierten verglich. Zwischen 1904 und 1907 arbeitete er als Privat- und Hauslehrer und ging anschließend in den Schuldienst nach Danzig, wo er 1909 Oberlehrer am Königlichen Gymnasium wurde. 1911 heiratete er die Erzieherin Marie Auguste Wilhelmine Kuhfuß (genannt „Mimi“) und wechselte 1914 an das Königliche Wilhelmsgymnasium nach Berlin. Mit seinem zweibändigen Werk Lessing und seine Zeit konnte er sich 1919 an der TH Berlin Berlin habilitieren. Hier lehrte er zunächst als Privatdozent, seit 1920 als außerordentlicher Honorarprofessor, dann als Honorarprofessor Literaturgeschichte. Weitere Stationen seiner wissenschaftlichen Laufbahn führten ihn in den 1920er Jahren u. a. nach Peking, Tokyo und New York. Nach 1945 war er in ehrenamtlicher Tätigkeit als Honorarprofessor a. D. an der Universität Göttingen tätig.
Teilweise unter Verwendung des Pseudonyms Waldemar Thymian veröffentlichte er auch eigene belletristische Arbeiten. Ausgedehnte Reisen verarbeitete Oehlke in mehreren Reiseberichten.

## Schriften

### Als Autor
- Bettina von Arnims Briefromane, Mayer u. Müller, Berlin, 1905
- Abriss der Geschichte der deutschen Literatur, Velhagen u. Klasing, Bielefeld / Leipzig, 1919
- Lessing und seine Zeit, 2 Bde., C.H.Beck’sche Verlagsbuchhandlung, München, 1919
- Geschichte der deutschen Literatur, Velhagen & Klasing, Bielefeld, 1919
- Von Luther bis Klopstock. Deutsche Dichter aus dem 16., 17. und 18. Jahrhundert, Velhagen & Klasing, Bielefeld, 1920
- Die deutsche Literatur seit Goethes Tode und ihre Grundlagen, Halle a. d. S., Niemeyer, 1921
- Schopenhauers Ideenlehre, Rösl & Cie., München, 1921
- In Ostasien und Nordamerika als deutscher Professor: Reisebericht 1920-1926, Ernst Hofmann & Co., Darmstadt, 1926
- Deutsch – Wegweiser in Semester-Briefen für Studierende der deutschen Sprache und Literatur, Ernst Hofmann & Co., Darmstadt, 1927
- Weltliteratur im Umriss, Ernst Hofmann & Co., Darmstadt, 1931
- Zurück zu Goethe. Denn er ist unser 1832-1932, Mittler & Sohn, Berlin, 1932
- Grundriss der Weltliteratur im besonderen der deutschen Dichtung, Deutsche Bibliothek, Berlin, 1939
- Sechzig Reisejahre eines Danzigers. Durch die Welt und um die Erde, Kafemann, Danzig, 1940
- Die Speicherinsel, Erzählung, Globus Verlag / Meidingers Jugendschriften, Berlin, 1940
- Die Burgs und die Straß (eine konservative Danziger Epopöe), Kafemann, 1940
- Deutsche Literatur der Gegenwart, Deutsche Bibliothek Verlagsgesellschaft, 1942
- Gold der Ostsee, eine Erzählung aus der Zeit Alexanders des Großen für die reifere Jugend, Erwin Kintzel Verlag, Berlin, 1943

### Als Übersetzer, Herausgeber und Mitherausgeber
- Lessings Werke. Auswahl in sechs Teilen. Auf Grund der Hempelschen neu hrsg., mit Einleitung u. Anmerkungen versehen von Julius Petersen in Verbindung mit Waldemar Oehlke [u. a.]. 6 Bde., Bong, Berlin, Leipzig, Wien, Stuttgart, [1908]
- Bettina von Arnims Sämtliche Werke, hrsg. mit Benutzung ungedruckten Materials, 7 Bände, Propyläen, Berlin, 1920–1922
- Lessings Werke. Vollständige Ausgabe in fünfundzwanzig Teilen. Hrsg. mit Einleitungen u. Anmerkungen sowie einem Gesamtregister vers. von Julius Petersen und Waldemar v. Olshausen in Verbindung mit Karl Borinski, Fritz Budde, Alfred Hirsch, Waldemar Oehlke [u. a.] Bong, Berlin, Leipzig, Wien, Stuttgart, [1925–1935]
- Kaiserliche Verse, Herbig, Berlin, 1940, Übertragung von Gedichten von Meiji, Tennō von Japan; mehrere Auflagen (der deutschen Fassung legte Oehlke Übertragungen ins Englische und Französische zugrunde)
- Seele Ostasiens: Chinesisch-japanischer Zitatenschatz, Herbig, Berlin, 1941